# Вільгельм Гіс (старший)
Вільгельм Гіс Старший (нім. Wilhelm His; 9 липня 1831, Базель — 1 травня 1904, Лейпциг) — швейцарський анатом і професор, який винайшов мікротом. Обробляючи м'якоть тварин кислотами і солями для затвердіння, а потім дуже тонко надрізаючи мікротоми, вчені змогли додатково досліджувати організацію і функцію тканин і клітин в мікроскопі.

## Кар'єра
Він походив з родини патриціїв і вивчав медицину в Базілі, Берлині, Вюрцбурзі, Берні, Вені та Парижі. Він отримав ступінь доктора в 1854 році, а в 1856 році отримав ступінь бакалавра (Вища освіта) в Базелі.
У 1857 році у віці 26 років став професором анатомії і фізіології в Базільськом університеті. У 1872 році став професором.
Вільгельм ввів слово ендотелій. Розрізняючи ці внутрішні мембрани, які раніше були згруповані з эпителием, І розвинув розуміння їх зв'язку з слоями зародишу в процесі розвитку.
Його обрали членом Королівської шведської академії наук у 1892 році.
До 1895 року Вільгельм Гіс, професор анатомії в Лейпцизькому університеті, опублікував тривимірну реконструкцію особи Баха з черепа, засновану на його точних вимірах глибин лицьових тканин. Почнемо з того, що він зібрав дані про глибину тканини, використовуючи тонку голку з невеликим гумовим шматком, який буде рухатися вгору по голці, коли її штовхають в тканину трупів. Голка містилася під прямим кутом до кістки і притискалася до тканини, поки її вістря не торкнулося кістки. Зсув гуми було виміряні й зареєстровані для 15 конкретних місць на 24 чоловіках і 4 жінок-жертв самогубства разом з 9 чоловіками, які померли від виснаження хвороб.